# Coppa Ciano 1938
La Coppa Ciano 1938 è stata una corsa automobilistica di velocità in circuito.
La gara venne disputata il 7 agosto 1938 sul circuito stradale di Montenero. Vinse Manfred von Brauchitsch su Mercedes-Benz ma venne squalificato per avere ricevuto un'assistenza irregolare. La vittoria venne quindi assegnata al secondo classificato Hermann Lang, anche lui su Mercedes-Benz. Su 11 partenti se ne classificarono 5.

## Vetture
Vetture iscritte alla gara.
| Costruttore   | Vettura | Cilindrata            |
| ------------- | ------- | --------------------- |
| Alfa Romeo    | 308     | 3000 cc - 8 cilindri  |
| Alfa Romeo    | 312     | 3000 cc - 12 cilindri |
| Delahaye      | 145     | 4500 cc - 12 cilindri |
| Maserati      | 8CM     | 3000 cc - 8 cilindri  |
| Maserati      | 8CTF    | 3000 cc - 8 cilindri  |
| Mercedes-Benz | W154    | 3000 cc - 12 cilindri |

## Gara

### Griglia di partenza
Posizionamento dei piloti alla partenza della gara.
| Prima fila   | 4 Pos.                  |                            | 3 Pos.                     |                                       | 2 Pos.                          |                                | 1 Pos.                       |
| ------------ | ----------------------- | -------------------------- | -------------------------- | ------------------------------------- | ------------------------------- | ------------------------------ | ---------------------------- |
|              | Nino Farina Alfa Romeo  |                            | Hermann Lang Mercedes-Benz |                                       | Rudolf Caracciola Mercedes-Benz |                                | Carlo Felice Trossi Maserati |
| Seconda fila |                         | 7 Pos.                     |                            | 6 Pos.                                |                                 | 5 Pos.                         |                              |
|              |                         | Goffredo Zehender Maserati |                            | Manfred von Brauchitsch Mercedes-Benz |                                 | Jean-Pierre Wimille Alfa Romeo |                              |
| Terza fila   | 11 Pos.                 |                            | 10 Pos.                    |                                       | 9 Pos.                          |                                | 8 Pos.                       |
|              | Edoardo Teagno Maserati |                            | René Dreyfus Delahaye      |                                       | Gianfranco Comotti Delahaye     |                                | Vittorio Belmondo Alfa Romeo |

### Risultati
Risultati finali della gara.
| Pos | Nr | Pilota                                  | Scuderia          | Vettura            | Giri | Tempo/Ritiro                      |
| --- | -- | --------------------------------------- | ----------------- | ------------------ | ---- | --------------------------------- |
| SQ  | 54 | Manfred von Brauchitsch                 | Daimler-Benz AG   | Mercedes-Benz W154 | 40   | Assistenza irregolare             |
| 1   | 46 | Hermann Lang                            | Daimler-Benz AG   | Mercedes-Benz W154 | 40   | 1h40'35"2 alla media 138.388 km/h |
| 2   | 50 | Nino Farina                             | Alfa Corse        | Alfa Romeo 312     | 40   | 1h41'23"2                         |
| 3   | 62 | Clemente Biondetti/ Jean-Pierre Wimille | Alfa Corse        | Alfa Romeo 312     | 62   | 1h41'49"0                         |
| 4   | 42 | Vittorio Belmondo                       | R. Balestrero     | Alfa Romeo 308     | 38   | 1h41'54"0                         |
| 5   | 48 | René Dreyfus                            | Ecurie Bleue      | Delahaye Type 145  | 37   | 1h43'14"0                         |
| Rit | 52 | Goffredo Zehender                       | Officine Maserati | Maserati 8CTF      |      | Motore                            |
| Rit | 44 | Rudolf Caracciola                       | Daimler-Benz AG   | Mercedes-Benz W154 | 26   | Serbatoio                         |
| Rit | 58 | Gianfranco Comotti                      | Ecurie Bleue      | Delahaye Type 145  |      |                                   |
| Rit | 60 | Edoardo Teagno                          | Scuderia Sabauda  | Maserati 8CM       |      |                                   |
| Rit | 56 | Carlo Felice Trossi                     | Officine Maserati | Maserati 8CTF      | 8    | Motore                            |

Note
Giro veloce: Hermann Lang ed Manfred von Brauchitsch.